# 馬渕教室
馬渕教室（まぶちきょうしつ）は、株式会社ウィルウェイが関西を中心に展開する進学塾。

## 事業内容

### 中学受験事業部
関西圏の最難関、難関、有名私立中学への合格を目指す受験指導を行う部門。小学1年生～6年生が対象となるが一部校舎では小学1年生を対応していない校舎もある。クラスはSSST（最上位クラス）、T（上位クラス）、F（下位クラス）、K（甲陽クラス）、N（灘クラス）、その他がある。

#### 中学受験コースのクラス分け

##### 一般クラス
- 【SSST】最上位クラス。偏差値58程度から上

- 【T】 小学3年生〜6年生まで開設されるクラスである。上位クラス。小学6年生では中位クラス　偏差値45〜55程度

- 【F】　Tクラスと同じく小学3年生〜6年生まで開設されている。下位クラス。

##### 選抜クラス
- 【K】　小学6年生に開設されている。甲陽学院中学校を目指す生徒向けのクラスである。

- 【N】　小学4年生から6年生まで開設されている。灘中学校を目指す生徒向けのクラスである。

#### 中学受験コースの校舎一覧
| 大阪市       | 上本町本部校｜京橋校｜天王寺校｜野田阪神校                                                           |
| その他大阪府 | 泉ヶ丘校｜泉大津校｜泉佐野校｜堺東校｜千里中央本部校｜高槻校｜豊中校｜阪急茨木校｜枚方校             |
| 京都府       | 桂校｜北大路校｜京田辺校｜京都駅前校｜四条烏丸本部校｜丹波橋校｜山科校                               |
| 兵庫県       | 芦屋校｜岡本校｜川西校｜JR尼崎校｜住吉本部校｜西神中央校｜宝塚校｜西宮北口本部校｜阪神西宮校｜元町校 |
| 奈良県       | 学園前本部校｜香芝校｜登美ヶ丘校｜八木校                                                             |
| 滋賀県       | 草津校                                                                                               |
| 愛知県       | 植田校｜御器所校｜千種本部校｜藤が丘校｜名駅本部校｜本山校                                           |

### 高校受験コース
関西圏の最難関国公立高校・私立高校の合格を目指す受験指導を行う部門。小学2年生～中学3年生が対象となる。
基本的には馬渕公開テストの成績により成績上位者から創駿会（灘高合格を目指す馬渕教室最高レベルクラス）・SSST・SSS・SS・S・Hのクラスに分けられる。大阪府の成田校が一番最初に開校した校舎である。2022年末にはYouTubeチャンネルを開設し、英語教師の特別授業や、馬渕教室の歴史について取り上げた。

#### 時間割
- 小学生

小4～小6までの全てにおいて国語・算数・小学英語が実施される（算数必修）。小5・小6からは小学理社や小学SSなどを行い、中学に備える（選択）。ただし、希望者が少ない場合は教科ごとに開講しない場合がある。
- 中学生

数学は必須受講である。英語は原則必須受講だが、特例として中1生は英検®️3級以上・中2生は英検®️準2級以上・中3生は英検®️2級以上（大阪府公立高校入試の英語の当日得点の8割に相当）取得者は免除可能。その他の国語、理科、社会は自由に選択出来る（ただし、SSS生以上クラスは、クラスにもよるが、中2生は原則、英語（英検®️準2級以上取得者を除く）・数学・国語・理科は必須受講、社会のみ選択可能）。主に理科、社会では馬渕教室ライブナビやライブナビノートを使って、手書きでは説明できない内容を映像などを用いて、説明する（一部クラスを除く）。

#### 中学生の通常時間割例[4]
時間は基本的に7:15 - 8:25と8:30 - 9:40である。稀に、この時間以外に授業が設定されることがある。
| 学年・クラス | 学年・クラス | 月         | 火         | 水         | 木         | 金         | 土        |
| 中1          | SS1          | 英/数 国語 |            | 社会 理科  | 数学 英語  |            |           |
| 中1          | SS2          | 国語 英/数 |            | 社会 理科  | 英語 数学  |            |           |
| 中1          | S1           |            | 英語 数学  | 理科 社会  |            | 英/数 国語 |           |
| 中1          | S2           |            | 数学 英語  | 理科 社会  |            | 国語 英/数 |           |
| 中2          | SSST         | 英語 数学  |            | 社会       | 数学 英語  | 理科 国語  |           |
| 中2          | SSS          | 理科 国語  |            | 英語 数学  | 社会       |            | 数学 英語 |
| 中2          | SS           | 英語 数学  | 理科 社会  |            | 国語 英/数 |            |           |
| 中2          | S1           |            | 社会 理科  | 国語 英/数 |            |            | 数学 英語 |
| 中2          | S2           |            | 社会 理科  | 英/数 国語 |            |            | 英語 数学 |
| 中3          | SSST         | 数学 英語  |            | 社会       | 英語 数学  | 国語 理科  |           |
| 中3          | SSS          | 国語 理科  |            | 数学 英語  | 社会       |            | 英語 数学 |
| 中3          | SS1          | 数学 英語  |            |            | 英/数 国語 |            | 社会 理科 |
| 中3          | SS2          |            | 国語 英/数 |            |            | 英語 数学  | 理科 社会 |
| 中3          | S            |            | 英/数 国語 |            |            | 数学 英語  | 社会 理科 |
| ------------ | ------------ | ---------- | ---------- | ---------- | ---------- | ---------- | --------- |

・中3土曜のSS2は17:40~18:50と20:30~21:40までである。
・中3土曜のSは17:40~20:25までである。
・英/数は週ごとに、交互に実施する（隔週）。

### クラス分け

#### 一般クラス
- 【SS】生徒増員につき3クラスに分かれる時に開設される。
- 【S】 小学4年生～中学3年生までどの学年にも開設されるクラスである。

- 【H】(大阪、奈良以外の校舎は設置なし2025年度から完全消滅)は 生徒増員につき2クラスに分かれる時に開設される。Sクラス、Hクラスは成績順に分けられ、SクラスがHクラスよりも上位成績者のクラスとなる。複数クラスがある場合でも、Hクラスが開設されず、SSなどが開設される場合がある。

※【SS2】【SS1】【S2】【S1】などと数字が付くこともある。

#### 選抜クラス
公立最難関高・最難関私立高合格、または、公立トップ高・難関私立高への合格をめざすクラスである。
- 【創駿会】灘高等学校の合格を目指す。このクラスは1年から設置されるが、天王寺と西宮北口のみ開講している。[8]
- 【SSST】公立最難関高・最難関私立高合格への合格を目指す。このクラスは中学に2年生時に設置されるが、全校舎で開設されるわけではない。(設置校一覧[9])
- 【SSS】公立トップ高・難関私立高への合格を目指す。このクラスは中学に2年生時に設置されるが、全校舎で開設されるわけではない。

### テスト
- 公開テスト

　年6回行われる。偏差値や志望校判定（中1から）を把握できる。その結果でSSSやSSSTへの編入する資格を得る。
- 公立合格判定模試

　住んでいる府県に対応したテストを行い、実践力を確認する。大阪府の場合は、リスニングや証明や作文の傾向に合わせた問題を作る。

### 校舎一覧※1
| 大阪府 | 大阪市     | 十三校・新大阪校・上新庄校・御幣島校・南森町校・平野校・北堀江校・都島校・ 野田阪神校・今福鶴見校・ 蒲生関目校・帝塚山校・上本町本部校・天王寺校・田辺校・我孫子校・京橋本部校※2 |
| 大阪府 | 高槻市     | 高槻本部校・高槻浦堂校・阿武山校・富田駅前校 |
| 大阪府 | 茨木市     | 阪急茨木校・JR茨木校・南茨木校・彩都校 |
| 大阪府 | 吹田市     | 五月が丘校・南千里校・豊津校・千里山田校 |
| 大阪府 | 摂津市     | 千里丘校 |
| 大阪府 | 豊中市     | 豊中本部校・東豊中校・服部校・ 緑地公園校・千里中央本部校・緑丘校・北緑丘校・桜塚校                                                                                              |
| 大阪府 | 池田市     | 池田校・石橋校 |
| 大阪府 | 箕面市     | 箕面校・小野原校 |
| 大阪府 | 堺市       | 光明池校・三国丘本部校・北野田校・ 上野芝校・泉ヶ丘校・中百舌鳥校・ 北花田校・大小路校・鳳校                                                                                     |
| 大阪府 | 枚方市     | 枚方本部校・長尾校・山之上校・樟葉校 |
| 大阪府 | 寝屋川市   | 香里園校・成田校・寝屋川駅前校 |
| 大阪府 | 交野市     | 交野校・星田校 |
| 大阪府 | 大東市     | 四條畷校 |
| 大阪府 | 東大阪市   | 新石切校 |
| 大阪府 | 守口市     | 大日校・守口校 |
| 大阪府 | 富田林市   | 金剛東校 |
| 大阪府 | 大阪狭山市 | 金剛駅前校 |
| 大阪府 | 八尾市     | 河内山本校・八尾校 |
| 大阪府 | 松原市     | 松原校 |
| 大阪府 | 藤井寺市   | 藤井寺校 |
| 大阪府 | 河内長野市 | 河内長野校 |
| 大阪府 | 岸和田校   | 岸和田校 |
| 大阪府 | 和泉市     | 和泉中央校 |
| 大阪府 | 泉大津校   | 泉大津校 |
| 兵庫県 | 西宮市     | 西宮北口本部校・甲東園校・さくら夙川校・鳴尾校・広田校・高木校・甲子園校 |
| 兵庫県 | 芦屋市     | 芦屋校 |
| 兵庫県 | 宝塚市     | 宝塚校・逆瀬川校・山本校 |
| 兵庫県 | 神戸市     | 岡本本部校・御影校・六甲道校・JR灘校 |
| 滋賀県 | 大津市     | 石山本部校・大津京校・堅田校・瀬田校・膳所校 |
| 滋賀県 | 草津市     | 草津本部校・南草津校 |
| 滋賀県 | 栗東市     | 栗東校 |
| 滋賀県 | 近江八幡市 | 近江八幡校 |
| 京都府 | 京都市     | 北大路校・太秦天神川校・御池本部校・松ヶ崎校・二条校・桂校・伏見桃山校 |
| 京都府 | 長岡天神市 | 長岡天神校 |
| 京都府 | 宇治市     | 六地蔵校・宇治校 |
| 京都府 | 木津川市   | 城山台校 |
| 奈良県 | 奈良市     | 学園前校・新大宮校・高の原校・登美ヶ丘校・富雄校 |
| 奈良県 | 生駒市     | 白庭台校・生駒校 |
| 奈良県 | 大和郡山市 | 郡山校 |
| 奈良県 | 北葛城郡   | 王寺校 |
| 奈良県 | 香芝市     | 香芝本部校・香芝旭ヶ丘校 |
| 奈良県 | 大和高田市 | 高田校 |
| 奈良県 | 橿原市     | 橿原校・八木本部校 |
| 奈良県 | 桜井市     | 桜井校 |
| 奈良県 | 天理市     | 天理校 |

※1太字はSSS以上のクラス設置校舎である。（2023年7月現在）
※2 京橋本部校はSSSTのみの設置されている。（通常クラスも設置されていない）

### 大学受験事業部
馬渕 大学受験館 という名称で、馬渕教育グループは大学受験へ参入していたが、2017年12月に東進衛星予備校のFC事業を開始。
2025年現在は、関西圏（滋賀、京都、大阪、奈良、兵庫）内で東進衛星予備校を58校で運営しており、難関国公私立大学合格をめざす受験指導を行う。
中学1年生～高校3年生が対象となる。

### 馬渕個別
個別指導コースである。1対1、1対2システムの2種類がある。集団授業との差別化を図り、一人ひとりの個性に合わせた指導を行っている。
生徒ごとにカリキュラムを組むことができるため、中学受験から大学受験まで幅広く対応している。小学1年生～高校3年生が対象となる。

### エピオン・スーパーエピオン
エピオンは幼児から中学生までを対象とした英会話教室で、外国人講師とバイリンガル日本人講師の両方によるレッスンを行っている。2020年現在、大阪府のみに展開している。
スーパーエピオンは、生後6か月から小学3年生までを対象としたオールイングリッシュのプリスクール。西宮北口（兵庫）・烏丸御池（京都）・千里中央（大阪）の3校舎に展開。

#### もえぎ会・まぶちキッズクラブ
もえぎ会は2005年にできた、幼児、小学校低学年向けの学習塾（京都・四条烏丸と大阪・上本町の2校舎）である。年少から年長が対象の小学校受験コースと、小1から小2が対象の小学校1・2年コースがある。教材は全てオリジナルであり、特有のVisual-Naviという実写映像やCGなど、馬渕教室が開発した三次元映像を体験できる教材で授業を行っている。
小学校受験コースでは関西圏の国立・私立の難関小学校合格を目指す受験指導を行う。
まぶちキッズクラブは、コミュニケーション能力や思考習慣、自ら学ぶ力など、大切な幼児期の成長過程につながる教育を実施する学習塾で、年少～小2が対象となる。

### まぶちキッズ
受験のための基礎力にとどまらず、将来生きていく力を育む、小学生のための放課後預かりサービス。放課後の学ぶ楽しさ、喜びを体感。
小1～小3が対象となる。対象地域は大阪府のみ。千里中央校周辺の小学校の児童を対象とし、2020年4月より開校。

## 指導の特徴
- 毎授業中に復習テストや確認テストなどを行い、その結果によっては、居残り補習などをする。
- 生徒確保のため夏期講習会の無料キャンペーンなどを行うことがある。
- 中学3年生の2学期には、北野高校を志望する生徒を対象にした北野特訓を行っている。